# Beregama herculea
Beregama herculea är en spindelart som först beskrevs av Tord Tamerlan Teodor Thorell 1881.  Beregama herculea ingår i släktet Beregama och familjen jättekrabbspindlar. Inga underarter finns listade.